# Kosowo (Gostyń)
Pour les articles homonymes, voir Kosowo.
Kosowo (prononcé en polonais : [kɔˈsɔvɔ]) est un village polonais de la gmina de Gostyń dans la powiat de Gostyń de la voïvodie de Grande-Pologne dans le centre-ouest de la Pologne.
Il se situe à environ 8 kilomètres à l'ouest de Gostyń (siège de la gmina et du powiat) et à 56 kilomètres au sud de Poznań (capitale régionale).
Le village possédait une population de 463 habitants en 2010.

## Histoire
De 1975 à 1998, le village faisait partie du territoire de la voïvodie de Leszno.

Depuis 1999, Kosowo est situé dans la voïvodie de Grande-Pologne.